# Лохан, Майкл
Майкл Джозеф Лохан (англ. Michael Joseph Lohan; род. 25 апреля 1960 году, Голуэй, Коннахт, Ирландия) — американский бизнесмен, телевизионная персона и актёр, экс-супруг Дины Лохан и отец Линдси, Али, Майкла и Дакоты Лохан.

## Биография
Майкл Джозеф Лохан родился 25 апреля 1960 года в Голуэй (провинция Коннахт, Ирландия) в семье Ричарда и Мэрилин Лохан. Он был воспитан в Колд-Спринг-Харбор, Лонг-Айленд, Нью-Йорк. Он рассказал, что его отец, Ричард был алкоголиком. Его дед по материнской линии был владельцем макаронной фабрики. В детстве, Майкл хотел стать актёром. В прошлом Майкл несколько раз сидел в тюрьме за махинации в бизнесе и нарушения в условном наказании. Снялся в нескольких фильмах.

## Личная жизнь и проблемы с законом
В декабре 1984 года Майкл встретил Дину Салливан, которая работала продавцом косметики в универмаге Bloomingdale’s. 2 ноября 1985 года они поженились. 2 июля 1986 года у них родилась старшая дочь Линдси Лохан, а 16 декабря 1987 — сын Майкл младший.
В 1990 году Майкл был осуждён на 3 года за инсайдерскую торговлю. Выйдя из тюрьмы в 1993 году, он должен был также отбыть и 5 лет условно. В течение этого времени Линдси начала карьеру модели в Ford Models, также она начала сниматься в рекламных роликах. 22 декабря 1993 года Дина родила их третьего ребёнка — дочь Алиану, 16 июня 1996 года родился их четвёртый ребёнок — сын Дакота. В 1997 году Майкл отправился навестить дочь Линдси, у которой во время съёмок в фильме «Ловушка для родителей» произошёл приступ астмы и она была госпитализирована. Впоследствии за нарушение условного наказания он оказался в тюрьме на год.
К 2005 году, когда Линдси прославилась, возникла напряжённость в семье. Майкл в результате разборок с младшим братом супруги избил его за пределами дома в Лонг-Айленде. В ожидании приговора Майкл попал в автомобильную аварию, находясь в состоянии алкогольного опьянения. В этом же году супруги Лохан подписали договор о раздельном проживании и в 2007 году наконец-таки развелись. Массажистка Кристи Кауфманн утверждала, что Майкл является отцом её дочери Эшли, так как в 1995 году в момент его ссоры с Диной они были с ней в тесной связи. 30 июня 2008 Майкл прошёл тест ДНК на отцовство.
После двух с половиной лет лишения свободы Лохан начал работать в качестве министра и советника Лонг-Айленда в программе по реабилитации подростков. Он также принимал участие в различных телевизионных проектах, которые следили за его жизнью, работой и усилиями в воссоединении с дочерью и семьёй.
Майкл Лохан расстался с гражданской супругой репортёром Кейт Мэйджор, после того, как Лохан якобы на неё напал.
Линдси Лохан была арестована 6 июля 2010 года. Майкл Лохан говорит, что Линдси оказалась в тюрьме ошибочно, несмотря на то, что она пропустила занятия по решению проблем с алкоголем.